# فرناندو هرنانديز ليفا
فرناندو هرنانديز ليفا (بالإسبانية: Fernando Hernandez Leyva)‏ هو قاتل متسلسل مكسيكي، ولد في 7 مايو 1964 في كويرنافاكا في المكسيك.